# La Clotilde
Pour les articles homonymes, voir Clotilde.
La Clotilde est une localité argentine située dans la province du Chaco et dans le département de O'Higgins.